# 福音唱歌
福音唱歌（ふくいんしょうか、Gospel Song）は、19世紀後半に特にアメリカの大衆伝道説教家たちが信仰復興運動の際に盛んに歌わせたもの。このことがきっかけになって英米に爆発的に流行した。福音聖歌(Gospel Hymn)とも呼ばれる。19世紀後半より爆発的に作詞作曲されて、アメリカの讃美歌集に多く採用され、一般に深く浸透した。第一次大戦後も、自由主義神学の教派の讃美歌集よりは姿を消しつつあるが、福音主義の讃美歌集では大部分がこのスタイルの讃美歌である。日本でも三谷種吉、中田羽後らが作曲した。
特に、ドワイト・ムーディーと声楽家アイラ・サンキーが組んだチームの福音唱歌が有名である。このコンビから、「九十九の羊は」などが生まれた。
これらの歌は、歌詞曲共に主観的、感傷的で、個人の救いの喜び、伝道の務め、天国への憧憬などの内容が多い。歌詞も曲も単純で、音楽的教養の高くない人にも歌えるものであった。

## 主な曲
- 「九十九の羊は」
- 「キリストには代えられません」
- 「救い主はまっておられる」
- 「シャロンの花」
- 「カルバリ山の」
- 「神は愛なり」
- 「ただ信ぜよ」